# Aloxe-Corton
Aloxe-Corton (/alɔs.kɔʁtɔ̃/) ist eine französische Gemeinde mit 135 Einwohnern (Stand 1. Januar 2022) im Département Côte-d’Or der Region Bourgogne-Franche-Comté. Sie gehört zum Arrondissement Beaune und zum Gemeindeverband Beaune Côte et Sud.

## Geografie
Die Gemeinde Aloxe-Corton liegt auf einer Höhe von 248 Metern über dem Meer und verfügt über eine Fläche von 261 Hektar. Sie liegt vier Kilometer nördlich von Beaune und 30 Kilometer südlich von Dijon. Die Gemeinde grenzt im Süden an Chorey-les-Beaune und Savigny-lès-Beaune sowie nordöstlich an Ladoix-Serrigny. Aloxe-Corton ist Teil der Côte de Beaune. Die Einwohner werden Aloxois genannt. Im Jahr 1862 fügte die Gemeinde Aloxe den Namen der Topweinlage Corton an den Gemeindenamen an.

## Bevölkerungsentwicklung
| Jahr      | 1962 | 1968 | 1975 | 1982 | 1990 | 1999 | 2009 | 2018 |
| Einwohner | 285  | 243  | 218  | 198  | 187  | 172  | 166  | 135  |

Im Jahr 1962 wurde mit 285 Bewohnern die bisher höchste Einwohnerzahl ermittelt. Die Zahlen basieren auf den Daten von annuaire-mairie und INSEE.

## Sehenswürdigkeiten

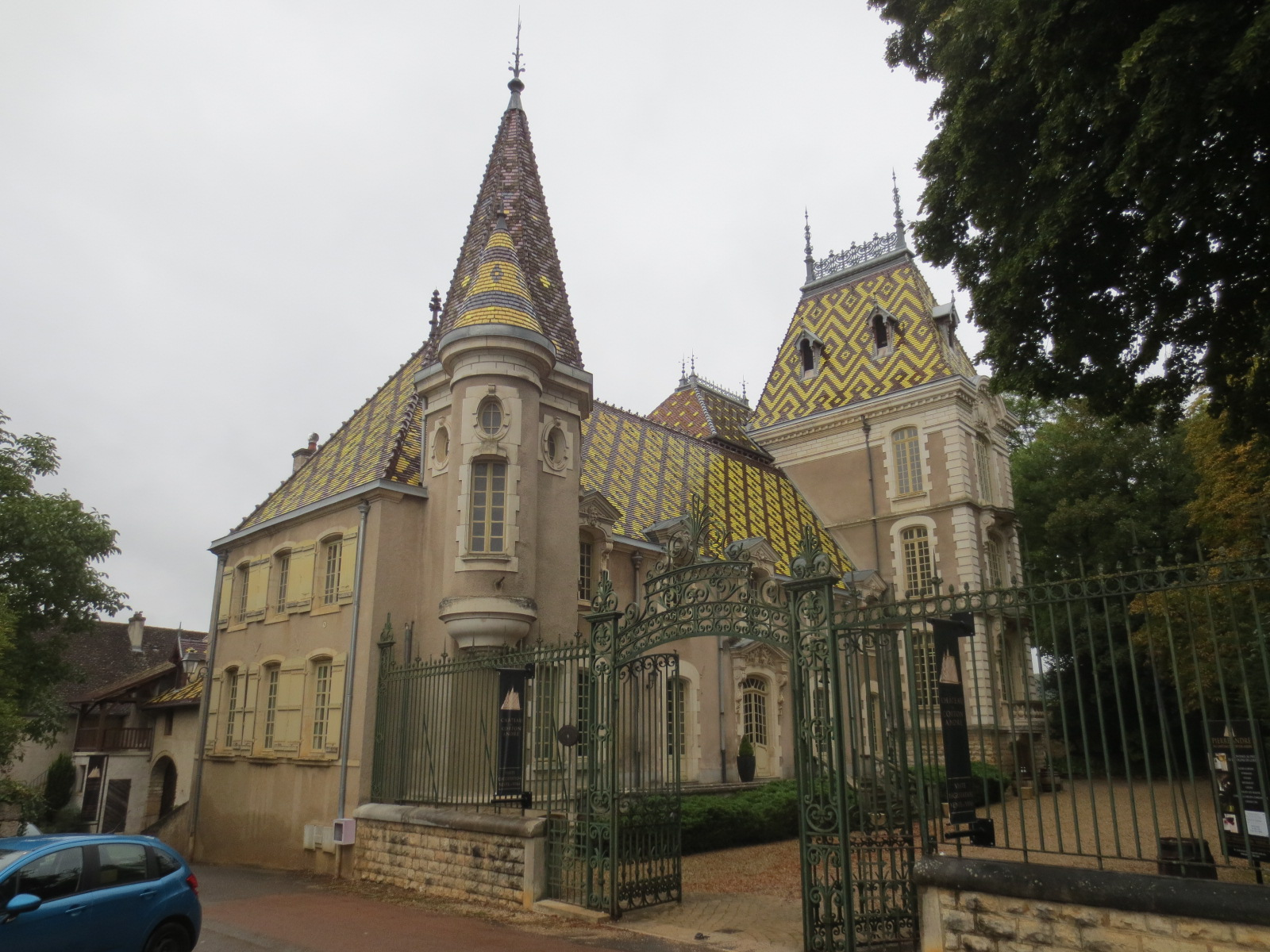
Schloss Corton André

- Kirche Saint-Médard
- mehrere schlossartige Weingüter

## Wirtschaft und Infrastruktur

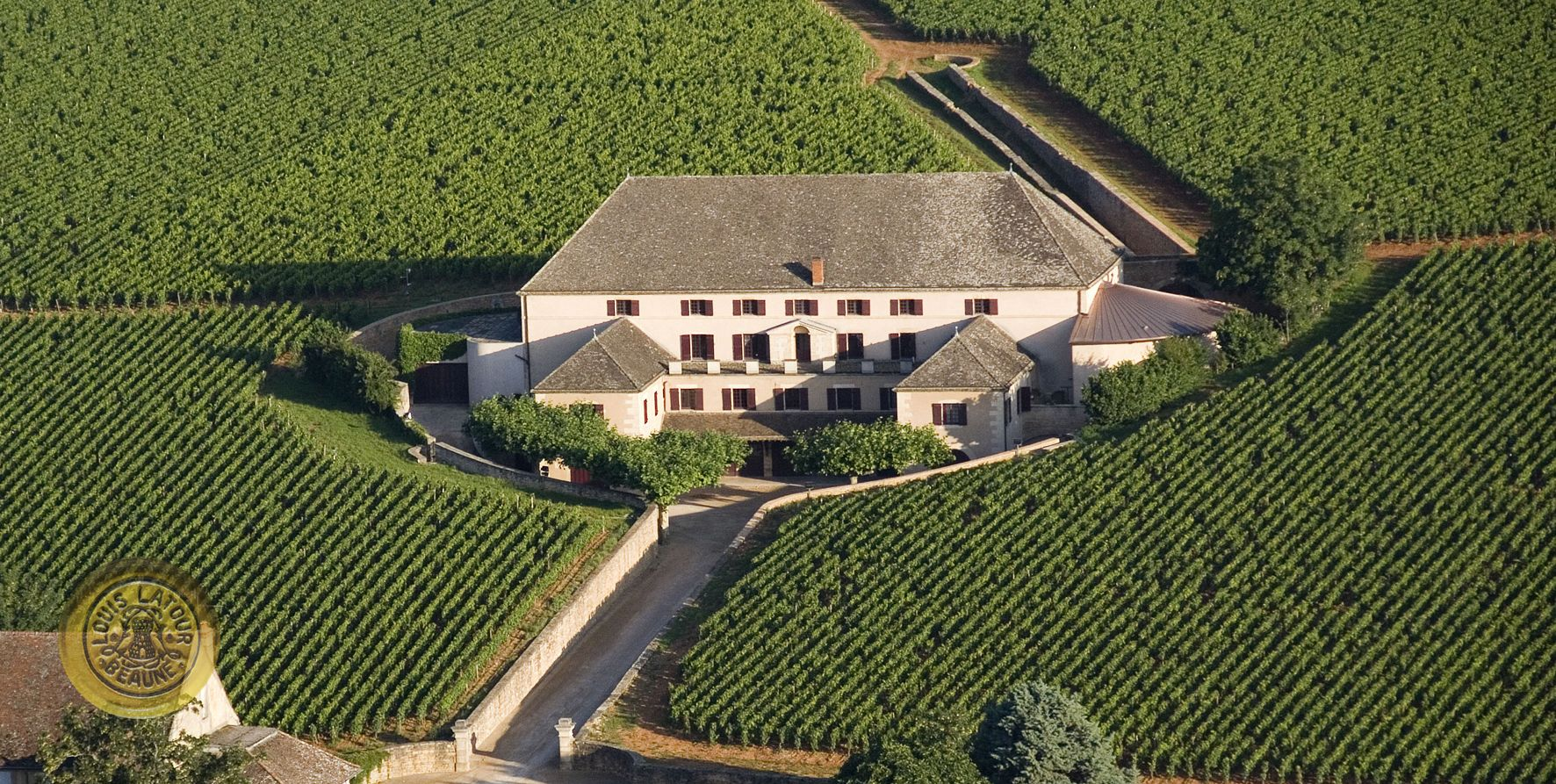
Weingut Louis Latour

In der Gemeinde sind 30 Landwirtschaftsbetriebe ansässig (25 Winzer im Weinbaugebiet Aloxe-Corton sowie Getreideanbau).
Durch die Gemeinde Aloxe-Corton führt die Fernstraße D 974 von Dijon nach Beaune. Die unmittelbare Nähe zu zwei Autobahndreiecken ermöglicht eine gute Anbindung an das überregionale Verkehrsnetz (Autobahnen A 6, A 31 und A 36). Der viereinhalb Kilometer von Aloxe-Corton entfernte Bahnhof in Corgoloin liegt an der Bahnstrecke Paris–Marseille.

## Gemeindepartnerschaft
Aloxe-Corton ist durch eine Partnerschaft mit der deutschen Gemeinde Ürzig in Rheinland-Pfalz verbunden.

## Belege
1. ↑  Aloxe-Corton (Memento vom 20. September 2016 im Internet Archive)
2. ↑  Aloxe-Corton auf annuaire-mairie
3. ↑  Aloxe-Corton auf INSEE
4. ↑  Landwirtschafts- und Winzerbetriebe auf annuaire-mairie.fr (französisch)